# Jordi Cruz Mas
 (juillet 2022).
Si vous disposez d'ouvrages ou d'articles de référence ou si vous connaissez des sites web de qualité traitant du thème abordé ici, merci de compléter l'article en donnant les références utiles à sa vérifiabilité et en les liant à la section « Notes et références ».
Jordi Cruz Mas, né à Manrèse le 29 juin 1978, est un cuisinier espagnol. Depuis 2010 il est le chef du restaurant ABaC à Barcelone et possède, depuis novembre 2017, trois étoiles Michelin.

## Biographie
Né à Manresa le 29 juin 1978, Jordi Cruz Mas se forme comme cuisinier à l'École supérieure d'hôtellerie de sa ville natale. À quatorze ans il commence à travailler dans le restaurant Estany Clar[réf. nécessaire], où il reçoit sa première étoile Michelin en novembre 2004. Il est ainsi devenu, à ses 26 ans, le chef le plus jeune d'Espagne et le second dans le monde.
En décembre 2007, il quitte l'Estany Clar et devient gérant et chef de cuisine du restaurant L'Angle del hotel Món Sant Benet (Sant Fruitós de Bages). En novembre 2008, cet établissement gagne sa première étoile Michelin.
En mai 2010, il rejoint l'équipe directive de l'ABaC Restaurant & Hôtel qui obtient sa troisième étoile Michelin le 22 novembre 2019 . Actuellement[Quand ?], il possède onze restaurants en Espagne.
Depuis 2013 il est jury dans le programme de télévision MasterChef, avec Pepe Rodríguez et Samantha Vallejo-Nágera. En 2014 et 2016, il présenta au côté de Pepe Rodríguez le programme de télévision  de la Saint-Sylvestre sur La 1 de la Télévision Espagnole. Il est également vice-président du jury (avec le chef Martín Berasategui) du Concours cuisinier de l'année.

## Récompenses
- Champion d'Espagne des jeunes chefs à Saint-Sébastien, 2002.
- Prix international de cuisine à l'huile d'olive à Jaén, 2003.
- Prix des Jeunes Valeurs à Marbella, 2003.
- Champion du Concours du cuisinier de l'année, 2006.

## Télévision
- Depuis 2013 : MasterChef
- 2013 - 2014 : Campanadas Fin de Año
- Depuis 2013: MasterChef Junior
- 2015 : El Hormiguero 3.0
- 2015 : Ma maison est la à toi
- 2016 - 2017 : Campanadas Fin de Año
- Depuis 2016 : MasterChef Celebrity
- 2017 : Chester in love

## Polémique
Au printemps 2017, il est au centre d'une polémique sur le salaire de ses stagiaires et des apprentis. Il a défendu le fait qu'ils puissent travailler gratuitement en échange de leur formation, de leur perfectionnement et de l'amélioration de leur CV du fait d'avoir travaillé dans un restaurant prestigieux. Les critiques ont fait valoir que les stagiaires et apprentis se trouvent dans la même situation que le personnel embauché, mais sans la nécessité de leur verser un salaire, profitant ainsi d'un travail qui devrait être rémunéré sans avoir à le faire.